# 圖洛瓦
48°28′5″N 25°27′16″E / 48.46806°N 25.45444°E
圖洛瓦（烏克蘭語：Тулова），是烏克蘭西部的村莊，隸屬伊萬諾-弗蘭科夫斯克州的科洛梅亞區。該村始建於1565年，面積7平方公里，2001年人口887，人口密度每平方公里126.7人。